# Tectaria arthrothrix
Tectaria arthrothrix là một loài dương xỉ trong họ Tectariaceae. Loài này được Hook. J.P. Roux mô tả khoa học đầu tiên năm 2009.